# José Manuel Pedrosa
José Manuel Pedrosa Bartolomé (Madrid; 1965) es un filólogo y folclorista, profesor titular de Teoría de la Literatura y Literatura Comparada de la Universidad de Alcalá. Ha publicado una veintena de libros y unos doscientos artículos científicos. Codirige la revista electrónica Culturas populares. El enfoque más característico de Pedrosa consiste en seleccionar alguna muestra de la tradición culta o popular y situarla en un contexto más amplio que ayude a su comprensión, recurriendo para ello a sus amplísimos conocimientos sobre folclore y literatura.